# Katarina Wändahl
Katarina Maria Helena Wändahl, född 19 december 1969 i Sollentuna, Stockholms län, är en svensk präst.

## Biografi
Katarina Wändahl arbetade som kyrkoherdens adjunkt och församlingsherde i Kolmårdens församling. Hon blev i juni 2022 kyrkoherde i Norrköpings pastorat.
Wändahl blev 20 juni 2022 kontraktsprost för Norrköpings kontrakt.